# Holding Graz
Die Holding Graz – Kommunale Dienstleistungen GmbH (früher: Grazer Stadtwerke AG bzw. Graz AG) nimmt in Graz und Umgebung kommunale Dienstleistungsaufgaben wahr, darunter öffentlicher Verkehr, Straßenerhaltung und -reinigung, Grünraumpflege, Betrieb der Freizeiteinrichtungen, Müllabfuhr, Kanal, Wasserversorgung. Sie ist zu 99,84 % im Besitz der Stadt Graz.

## Organisation
Die Holding Graz gliedert ihre Geschäftsfelder in die Teilbereiche Management und Beteiligungen, Mobilität und Freizeit, sowie Infrastruktur und Energie.
Management und Beteiligungen

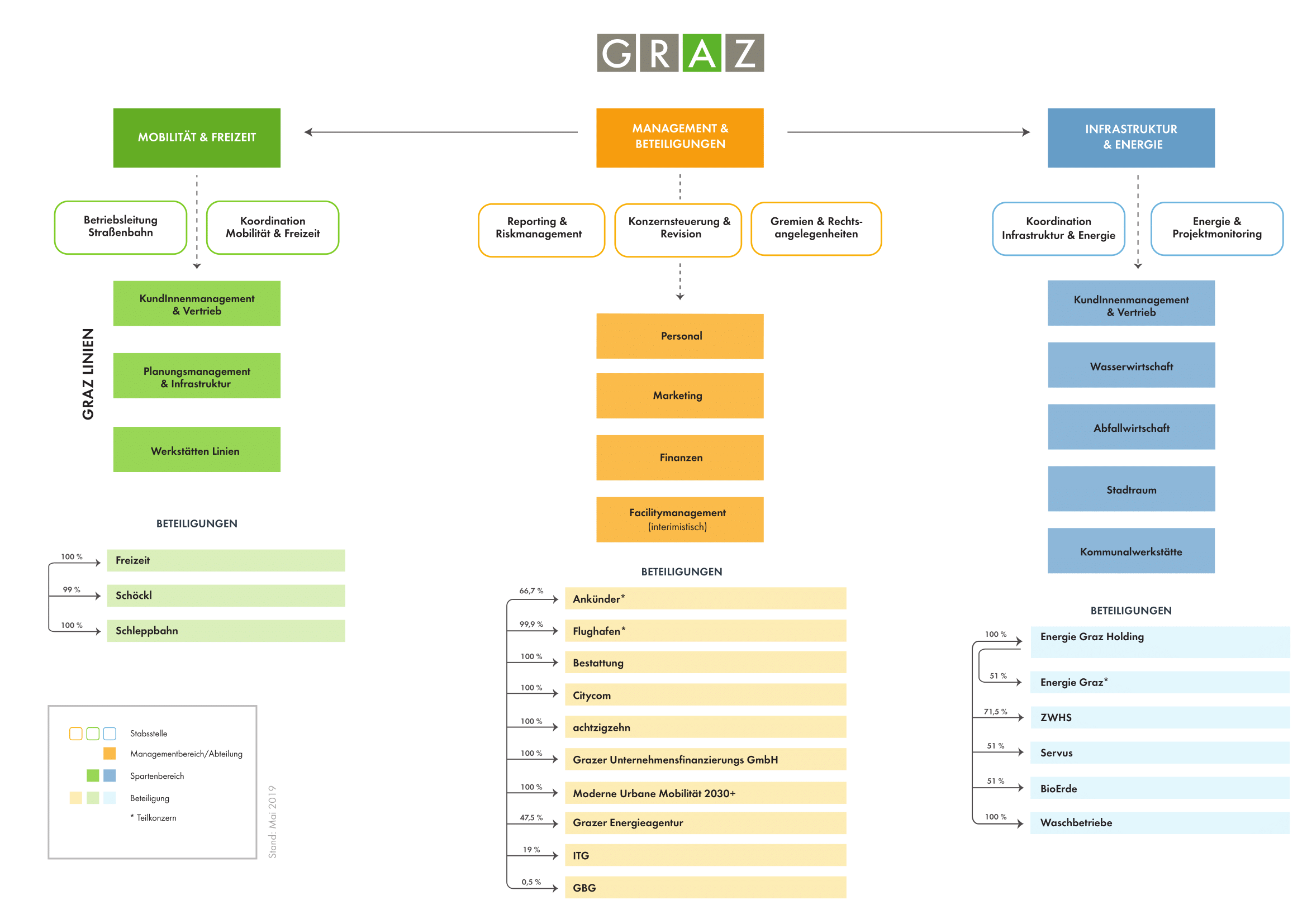
Organigramm Graz Holding (Stand 6/2019)

Die Holding Graz erfüllt als Stammhausholding für die Stadt Graz die wichtigen kommunalen Dienstleistungsaufgaben. Als Beteiligungsholding werden alle marktwirtschaftlichen Geschäftsfelder der Stadt Graz mit unterschiedlichen Beteiligungsgraden gemanagt. Vom Flughafen Graz über Citycom Telekommunikation, Holding Graz-Freizeit, Schöckl-Seilbahn, Bestattung Graz, Energie Graz, Grazer Unternehmensfinanzierungs Gmbh, Servus Abfall, Ankünder bis zur Werbeagentur achtzigzehn.
Mobilität und Freizeit
Zur Sparte Mobilität und Freizeit zählen die Graz Linien und die Holding Graz Freizeit. Das Angebot der Graz Linien umfasst Betrieb und Infrastruktur des öffentlichen Nahverkehrs unter anderem auch multimodale Mobilitätspakete und die tim-Mobilitätsknoten mit (e-)Carsharing, Leihwagen und e-Taxis.
Das Angebot der Holding Graz-Freizeit setzt sich aus verschiedenen Erholungs- und Sportangeboten zusammen. Dazu zählen die Bäder Augarten, Auster (Freibad und Sportbad), Bad zur Sonne, Margaretenbad, Straßgang und Stukitz, Beauty-, Sauna- und Entspannungsareale im Auster-Wellnessbad, im Spa zur Sonne und die Stukitzsauna. Zur Holding Graz-Freizeit gehört auch die Schöckl-Seilbahn. Zusätzlich stehen der Hilmteich mit seinem Hilmteich-Schlössl, das Restaurant Schloßberg und das Café Rosenhain bereit.
Infrastruktur und Energie
Diese Sparte fasst die kommunalwirtschaftlichen Aufgaben der Wasserversorgung und Abwasserentsorgung, der Abfallwirtschaft, der Straßenerhaltung und Straßenreinigung sowie der Grünraumpflege zusammen. Die Holding Graz hält 51 Prozent am Energieversorger Energie Graz.

## Geschichte
Im Jahr 1960 wurde die Aktiengesellschaft Grazer Stadtwerke AG mit den Geschäftsbereichen „Verkehrsbetriebe“, „Strom“, „Gas“, „Fernwärme“ und „Wasser“ gegründet. Erstmals wurde Stadtgas mittels einer eigenen Ölspaltanlage produziert.
1963 wurde die Fernwärmeversorgung für Graz aufgenommen, wobei das Fernheizkraftwerk in der Grazer Puchstraße die ersten Kunden mit Wärme versorgte.
1985 wurden dem Unternehmen die Geschäftsbereiche „Bestattung“, „Sport-, Freizeitanlagen und Gastronomiebetriebe“ eingegliedert. Im selben Jahr übernahm die Grazer Stadtwerke AG die Firma „Ankünder“, die „Steiermärkische Ankündigungsgesellschaft m.b.H.“. 2002 wurde die Wasserdienstleistungsgesellschaft Styrian Aqua Service GmbH als Tochterunternehmen der Grazer Stadtwerke AG gegründet. Vorausblickend auf die bevorstehende Abspaltung der Energiebereiche in die Energie Graz GmbH wurde die „Grazer Stadtwerke Energie Holding“ gegründet. Die Abspaltung der Bereiche Strom, Erdgas und Fernwärme in die Energie Graz GmbH erfolgte am 1. August 2002. Durch die Abspaltung veränderte sich die Eigentümerstruktur dahingehend, dass seitdem die Stadtgemeinde Graz 99,84 % und die Grazer Bau- und Grünlandsicherungsgesellschaft 0,16 % der Aktien hält. Im Jahr 2004 erwarb die Grazer Stadtwerke AG zu 100 % den Flughafen Graz.
Am 29. Juni 2010 wurde in der Hauptversammlung die Umwandlung der Graz AG in eine Gesellschaft mit beschränkter Haftung beschlossen. Seit dem 30. Oktober 2010 operiert das Unternehmen nun unter dem neuen Namen Holding Graz – Kommunale Dienstleistungen GmbH.
Mit 1. Oktober 2020 wurde das Citymanagement in die Holding eingegliedert.